# Ulla Torpe
Ulla Britt Torpe, född 22 mars 1925 i Hedvig Eleonora (Stockholm), död 27 maj 1998 i Stockholm, var en svensk litteraturvetare, författare, debattör och lärare.
Ulla Torpe växte upp i Värmland. Under universitetsstudier i Uppsala tillhörde hon kretsen kring Sara Lidman och Sandro Key-Åberg och debuterade 1961 med romanen Ann. I slutet av 1960-talet deltog hon i litteraturdocenten Karin Westman Bergs litteratursociologiska seminarier "Könsrollsdebatten i skönlitteratur", som kom att kallas Könsrollsseminariet. Tillsammans med några av seminariets deltagare bildade Torpe 1968 det feministiska nätverket Grupp 8. Hon disputerade 1992 med avhandlingen Orden och jorden om Selma Lagerlöf, och blev 1994 ordförande i Selma Lagerlöf-sällskapet. Under flera decennier arbetade hon som gymnasielärare i svenska och psykologi vid Nacka gymnasium (Ekliden). Hon har även tilldelats Ingemarsstipendiet av Nås Hembygdsgille.
Ulla Thorpe var mor till Tjia Torpe.